# فرديناند كينغسلي
فرديناند كينغسلي (بالإنجليزية: Ferdinand Kingsley)‏ هو موسيقي وممثل بريطاني، ولد في 13 فبراير 1988 في المملكة المتحدة.

## أعمال

### أفلام
- (2014) دراكولا غير مروي[5][6]

## وصلات خارجية
- فرديناند كينغسلي على موقع IMDb (الإنجليزية)
- فرديناند كينغسلي على موقع ألو سيني (الفرنسية)
- فرديناند كينغسلي على موقع أول موفي (الإنجليزية)
- فرديناند كينغسلي على موقع قاعدة بيانات الفيلم (الإنجليزية)
- فرديناند كينغسلي على موقع كينوبويسك (الروسية)